# Chelaseius brazilensis
Chelaseius brazilensis är en spindeldjursart som beskrevs av Denmark och Kolodochka 1990. Chelaseius brazilensis ingår i släktet Chelaseius och familjen Phytoseiidae. Inga underarter finns listade i Catalogue of Life.